# CityJet

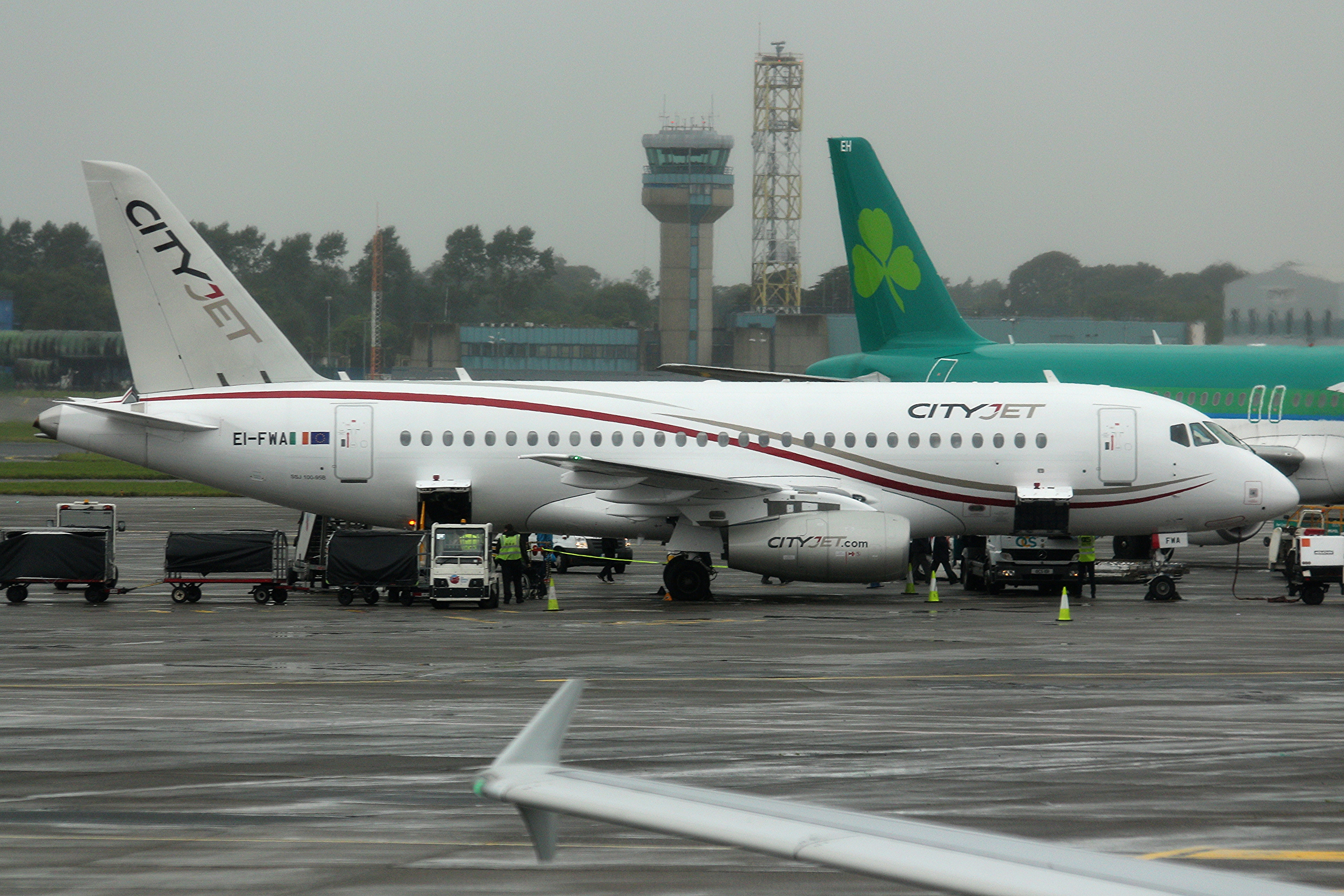
CityJet Sukhoi Superjet 100 op de luchthaven van Dublin (2016)

CityJet is een luchtvaartmaatschappij met als thuishaven Dublin in Ierland. De luchtvaartmaatschappij had naast haar thuisbasis in Dublin ook een hub op Londen City.
Sinds 2017 werkt de CityJet als wet lease-luchtvaartmaatschappij voor Air France, Brussels Airlines en Scandinavian Airlines.

## Geschiedenis
De luchtvaartmaatschappij werd op 28 september 1992 opgezet en begon op 12 januari 1994 met het leveren van diensten. Zij werd gesticht door Pat Byrne en begon met haar eerste vlucht tussen Londen en Dublin dankzij een franchiseovereenkomst met Virgin Atlantic Airways. Vanaf 4 juli 1997 vloog Cityjet onder haar eigen naam en identiteit. Gedurende deze tijd begon de samenwerking met Air France toen CityJet namens Air France de route Londen-Parijs uitvoerde. In mei 1999 kocht Air France 25% van de aandelen in CityJet, samen met Air Foyle Ireland, maar kreeg in februari 2000 volledige controle over het bedrijf. CityJet telde in 2004 zo'n 500 medewerkers, vervoerde 1,1 miljoen reizigers en rapporteerde meer dan 7 miljoen euro winst. 
In 2009 is VLM Airlines onder de naam van CityJet gaan vliegen. VLM Airlines werd in de loop van 2009 en 2010 geïntegreerd in CityJet maar is in 2014 weer verkocht en ging verder onder de oorspronkelijke naam.
In december 2013 kreeg Air France een onherroepelijk bod op CityJet van het Duitse Intro Aviation. CitJet vliegt op 27 routes en vervoert jaarlijks 2 miljoen passagiers. Bij CityJet werken circa 1800 mensen. De omzet over 2012 bedroeg 245 miljoen euro. In mei 2014 werd de transactie met Air France-KLM afgerond. Intro Aviation is opgericht in 1973. Het is een onderneming die luchtvaartmaatschappijen met problemen opkoopt en herstructureert om ze weer levensvatbaar te maken en daarna door te verkopen.
Al een jaar later kwam de luchtvaartmaatschappij in handen van een consortium, onder leiding van oud-oprichter Pat Byrne. De nieuwe eigenaren introduceerden een nieuwe huisstijl. naast de eigen diensten voert CityJet vluchten uit voor Scandinavian Airlines (SAS) vanuit de luchthaven van Kopenhagen. De laatste jaren ligt de focus van CityJet om vliegtuigen, onderhoud en bemanning te verhuren aan andere luchtvaartmaatschappijen, naast SAS zijn dat Aer Lingus, Air France, Brussels Airlines, KLM en Lufthansa en anderen.
Het had zeven Russische Sukhoi Superjet 100 toestellen die in 2016 en 2017 bij de vloot zijn gekomen. Deze werden onder wet lease contracten bij Brussels Airlines ondergebracht. In november 2018 besloot Brussels Airlines dit contract niet te verlengen en zijn de toestellen teruggegaan naar de fabrikant. De vliegtuigen kampten met motor problemen en de aanvoer van reserve-onderdelen was problematisch waardoor de toestellen lange tijd in reparatie bleven.

## Luchtvloot
De luchtvloot van CityJet bestond op 30 mei 2021 uit:
| Vliegtuig         | In Dienst | Bestellingen | Passagiers | Passagiers | Notities                            |
| Vliegtuig         | In Dienst | Bestellingen | Y          | Totaal     | Notities                            |
| ----------------- | --------- | ------------ | ---------- | ---------- | ----------------------------------- |
| Bombardier CRJ900 | 19        | 0            | 90         | 90         | In dienst bij Scandinavian Airlines |
| Totaal            | 19        | 0            |            |            |                                     |

## Naslagwerk
- (en)  Pat Byrne, Fuelled by Belief: The Cityjet Story, 1e afdruk september 2004 ISBN 1904148573